# مرغابی خال‌درشت
مرغابی خال‌درشت یا مرغابی گلوگندمی (نام علمی: Anas fulvigula) (واژۀ fulvigula از ترکیب دو واژۀ  fulva به معنی گندمگون ("tan") و gula به معنی گلو است.) یا مرغابی خال‌دار یک گونه از مرغابیان پهنه‌چین با جثه متوسط است. این گونه بینابین ماده در گونهٔ مرغابی سرسبز و مرغابی سیاه آمریکایی است. ارتباط نزدیکی با آن گونه‌ها دارد و گاهی به عنوان زیرگونه‌های پیشین در نظر گرفته می‌شود، اما این نامناسب است.

## نگارخانه

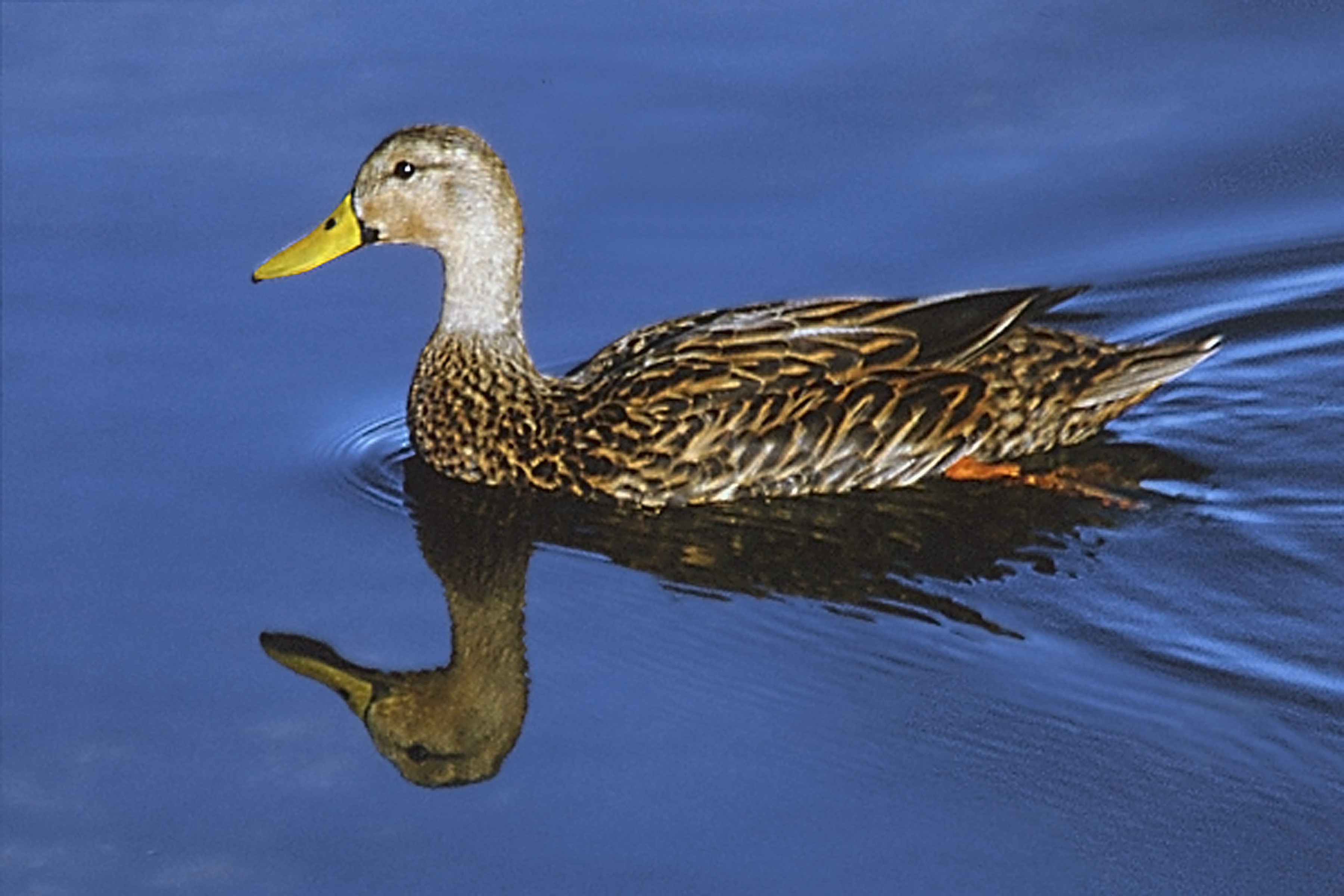
در فلوریدا، ایالات متحده
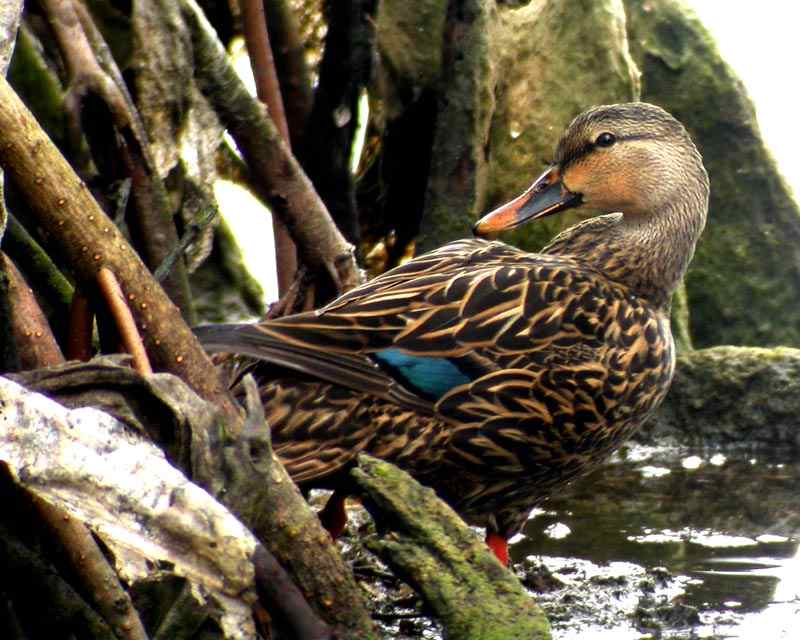
مرغابی خال‌درشت فلوریدا (A.f. fulvigula)
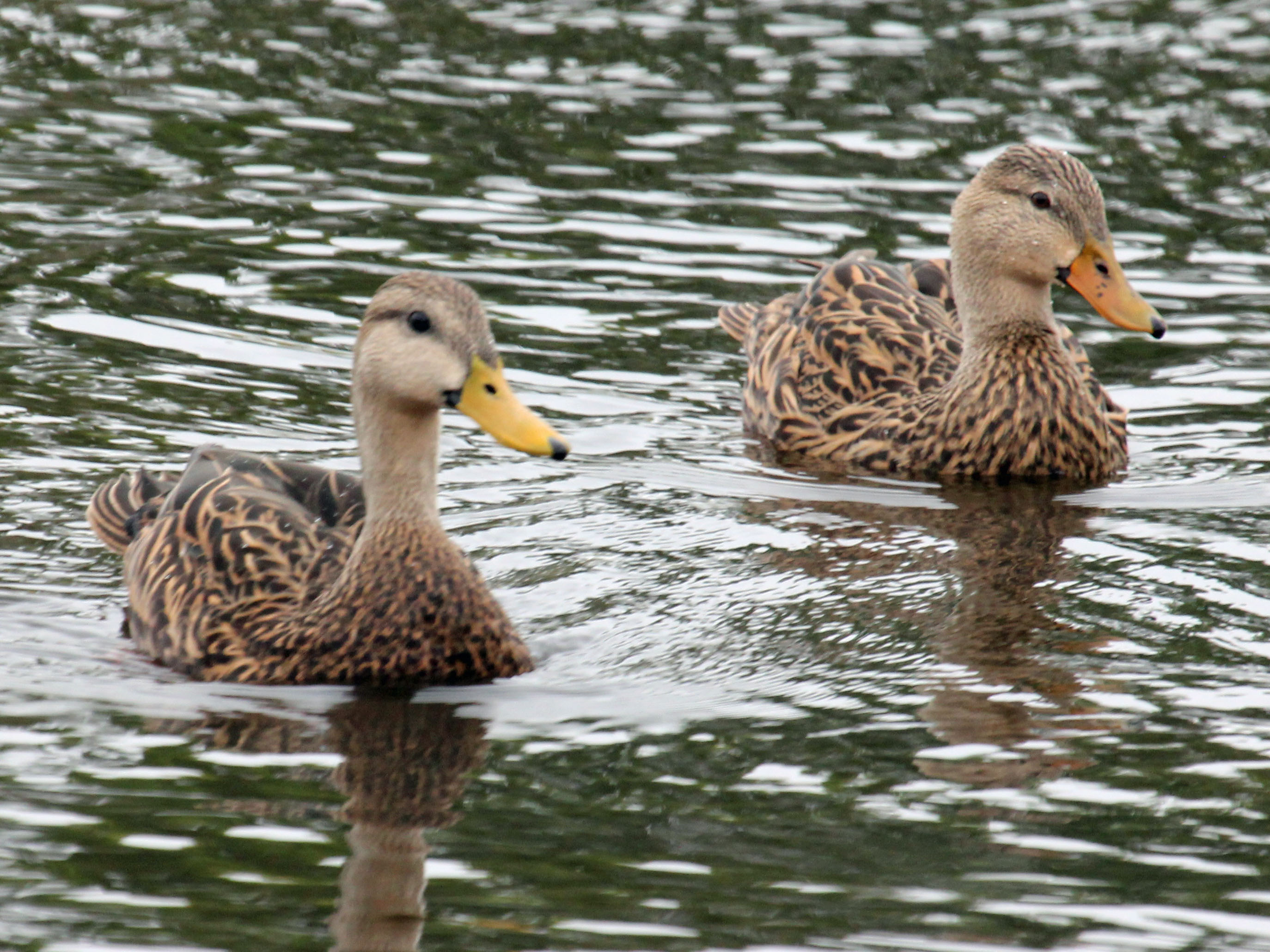
نر و ماده - فلوریدا
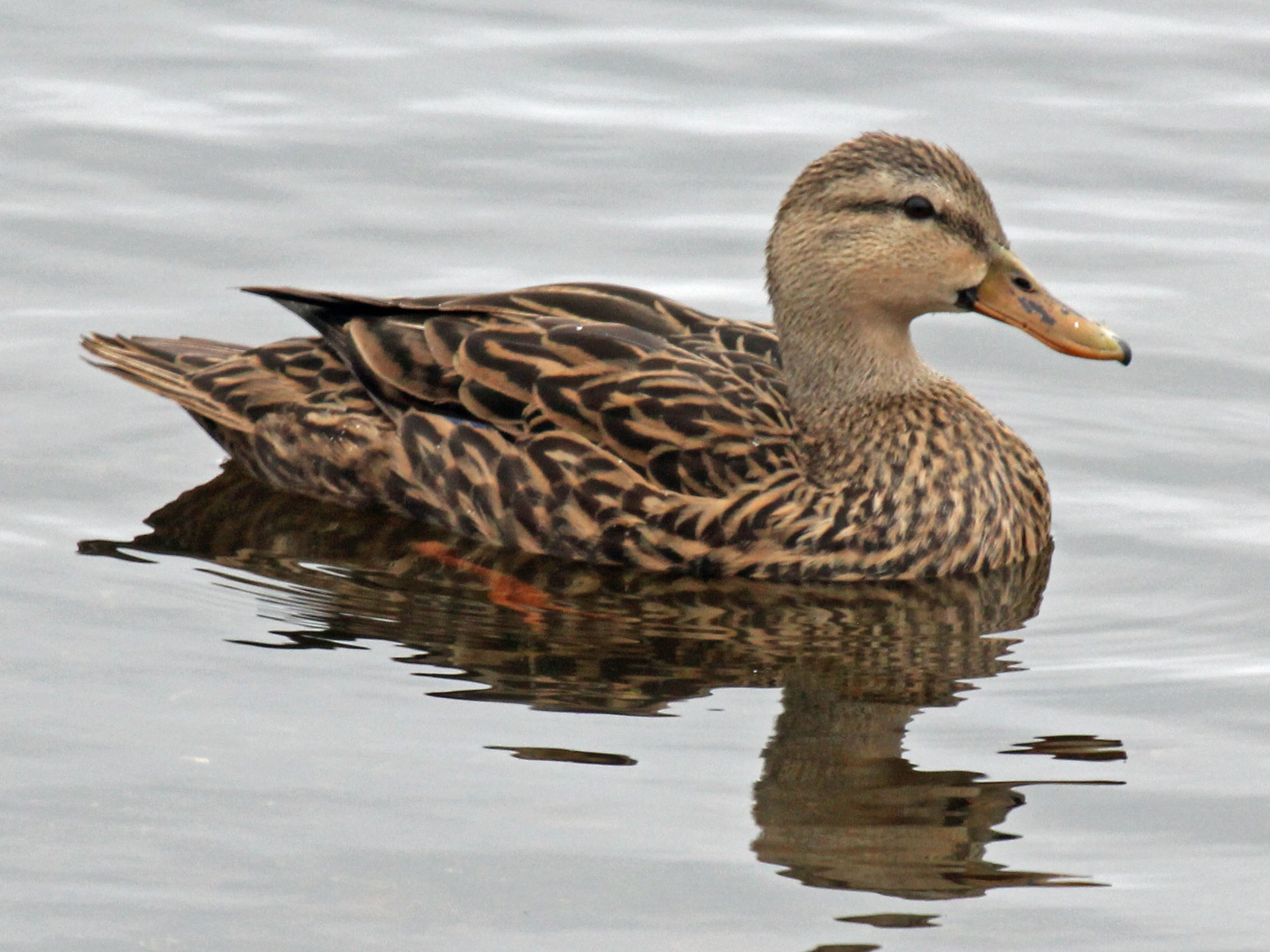
ماده - فلوریدا
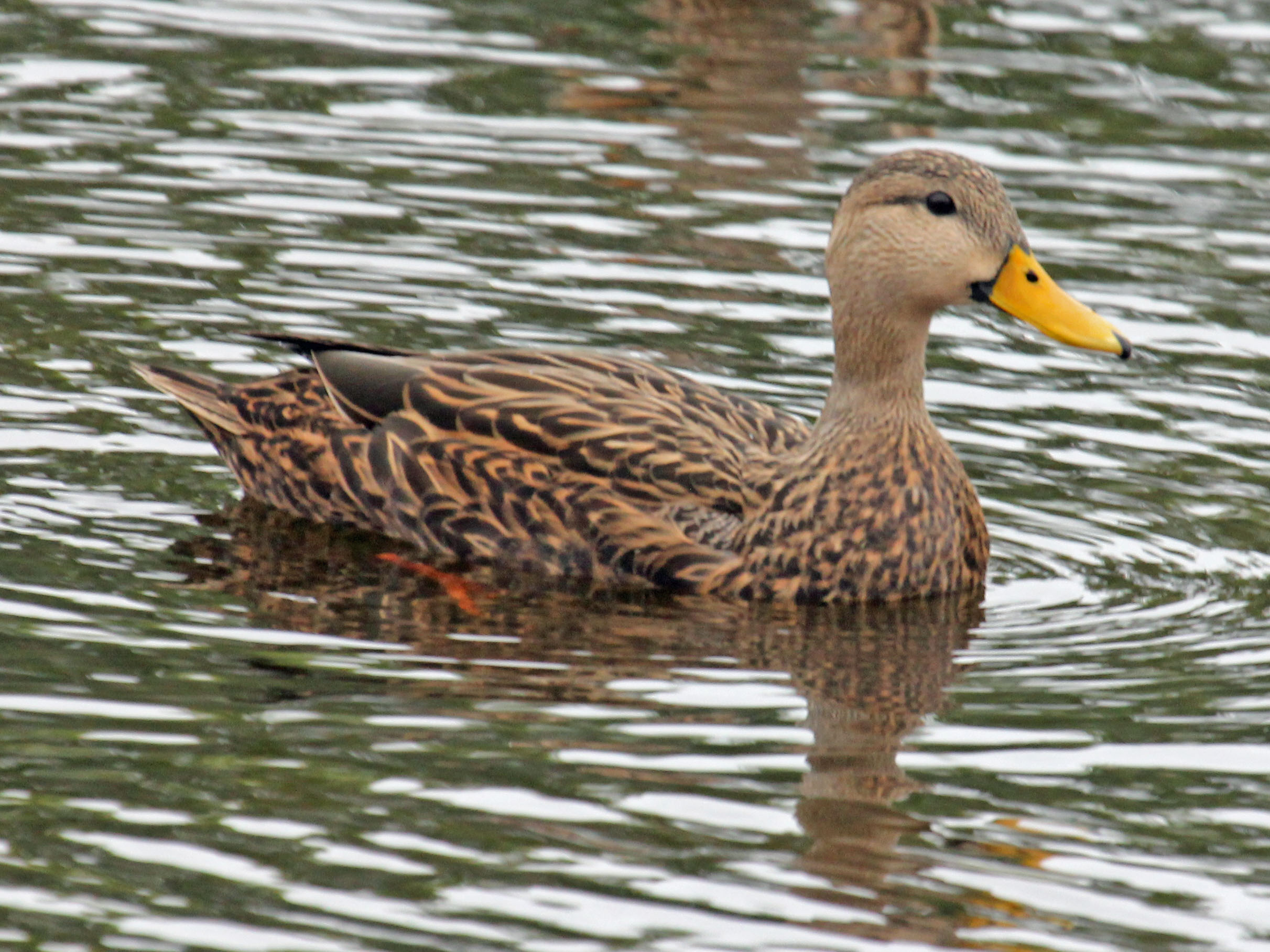
نر - فلوریدا
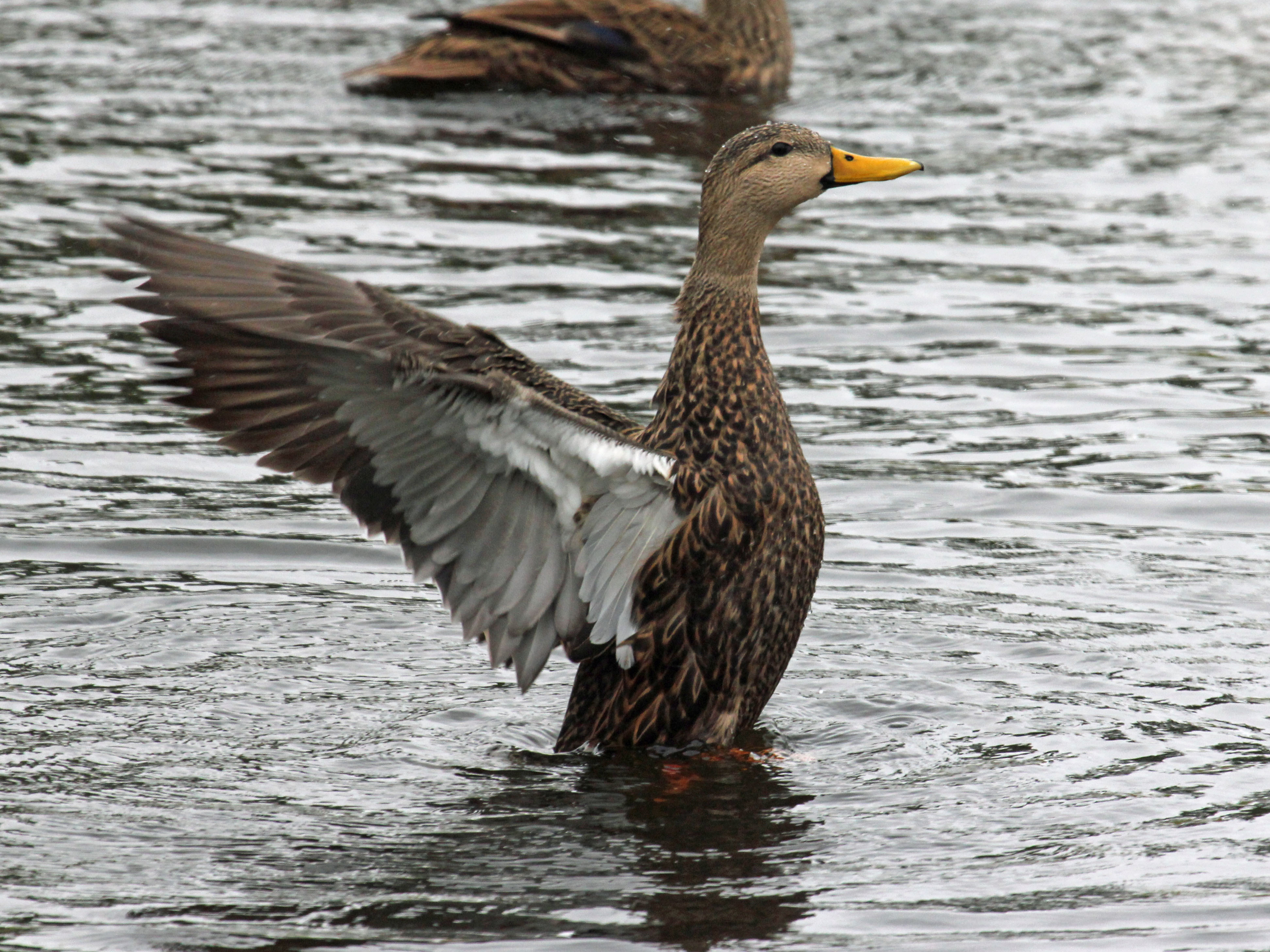
نر - فلوریدا